# Boana curupi
Boana curupi é uma espécie de anfíbio da família Hylidae. Pode ser encontrada na Argentina, Paraguai e Brasil.